# بخش سالت کریک، شهرستان پیکاوی، اوهایو
بخش سالت کریک (به انگلیسی: Salt Creek Township) یک منطقهٔ مسکونی در ایالات متحده آمریکا است که در شهرستان پیکوای، اوهایو واقع شده‌است.
 بخش سالت کریک ۹۳٫۰ کیلومتر مربع مساحت و ۲٬۶۵۵ نفر جمعیت دارد و ۲۵۶ متر بالاتر از سطح دریا واقع شده‌است.